# Молби на македонските българи от Велешко за български владика
Молбите на македонските българи от Велешко за български владика са две писма от 20 април и от 28 май 1863 година на българите от Велешка епархия до властите на Османската империя с искане за изпращане на български владика. В първото писмо велешани се оплакват от заплатите на гръцкото духовенство, като и в двете писма те искат български владика.
Писмо от от 20 април 1863 година
| „ | Ваше Высочайшее Императорско Величество Всемилостивѣйшіи Господарю! Страхопочитателно припадающе при подножіето Вашего Дрьжавнѣшаго престола смиренно просимъ настоящето наше прошение. - Подписаните отъ Велешка Епархія покорни слуги и поданницы Вашего Величества задоволени отъ Высочайша-та царска заповѣдь, съ която желаеки да удовлетворите голѣмата на народа-тъ ни нужда благоволихте да уничтожите старата система на Владычкы-те доходи, като заповѣдахте отъ перваго Јануарія текущаго года да ся туратъ вече Владыцы-те подъ една опредѣлена прилична и постоянна заплата, спѣшиме да обявиме Вашему Величеству, какъ опредѣлената въ новии уставъ годишна Владычка заплата, която ся опредѣлила по погрѣшка отъ какви причини незнаеме педесетъ хиляди гроша, за нашата Велешка Епархія е многу голѣма спроти малочисленостьта на жителитѣ ѝ, и не е съгласна съ царското желаніе, което толку ся грижитъ за улесненіе-то и благоденствіе-то на вѣрнитему поданици; защото тая Епархія сравнена съ околнитѣ други Епархіи е многу по-малка сосъ жителите. Слѣдователно и заплатата Владышка е многу по тешка отъ заплатата на другите Епархіи. Сиречъ тая Епархія едвай можетъ да исплатитъ една трета отъ речената Владышка заплата. Затова смирено молиме Ваше Императорско Величество да благоволите да заповѣдате, ако е возможно да ся подпущитъ нѣколко отъ упомянута-та заплата на нашата Епархія съ съразмѣрно съ жителите ѝ. - Прочее понеже Ваше Императорско Величество благоволи отъ Великата Си любовь камъ Българскій народъ, не само старыте Владычны доходи да гы замѣнитъ съ една нова умѣрена заплата, но още съ царско Ираде прѣди две години е позволило что-то отъ сега на тамо по Блъгарскытѣ Епархіи да бъдатъ Блъгари Владыцы. Просиме и мые какъ Благарскый народъ да ни ся изврьшаватъ Богослуженіето на нашій языкъ споредъ Царската заповѣдь. За все това вси мы и нашите потомци вѣчно ще благославяме Имято на Всемилостивѣйшаго нашего Господаря и усердно всевышнему Богу ще ся молиме за здравіето, Многолѣтствіето Великолѣпіето Вашего И. Величества, комуто припадаме при подножіето и оставаме за всегда покорни на Высокы-те Царскы заповѣды и предадени на отеческата царска милость. Вашего Императорскаго Величества Смиреніи слуги и Царски подданицы жители Велешкы, 20го Априлія 1863 г. - Зафиръ Зари Занковъ, Яне Хаджи Тошковъ, Лозе Топчето, Косте Петревъ, Спасе Хаджи Ничовъ, Коста Миновъ, Ангеле Ращанецъ, Арсо Бурче, Кичо Карафиловъ, Орданъ Смиловъ, Гоче Илковъ, Данче Митро, Петруш Давче, Рисот Касапъ, Яце попъ Трайковъ, Янче Китикъ, Андо Газанко, Яне Урганджи, Янко Шарланганджи, Емануйлъ Зръзанъ, Иле Биджовъ, Николе Радули попъ..., Петрушъ Ташо Башино село, Х. Анастасъ А. Минжалговъ, папа Манасиа Трайко, Папа Димитри П. Михаиловъ, Хаджи Йорданъ Ничовъ, папа Яне Трайковъ, папа Андо Елиеновъ, поп Христо Митовичъ, поп Димитри Михайловичъ, хаджи попъ Андонъ Х. П. Т., папа Георги Трайковъ, Апостолъ К. Мито, Т. Джайковъ, Коста Т. Пулковъ, Орда Менкаджи, Коста Х. П. Крепия, Арсо Демчо, Карталъ Тано, Коста Яне, Димо Гале, Алексо Дебърли, Петъръ М. Шулевъ, Димко Г. Тракица, Коста Т. Кусовъ, Коста Давче Буна, Андо Георги Трайковъ, Георги Читкушевъ, Арсо Давче... Димко Х. Пано, Наунъ Ч. Каракашъ, Александъръ Р. Палашовъ, Андонъ М. Палашовъ, Манаси х. Койчевъ, Манаси А. Тракица, Наунъ Гочевъ, Косто Пауновъ, х. Арсо Михаилъ, х. Василъ х. Стоянъ, Орданъ Чочовъ, Петъръ Стефанъ, Наце П. Димитри, Петрушъ х. Стоянъ, Зафиръ Ангеловичъ, х. Георгі х. Спиро Демети, М. Кушовикъ, Димко х. Панповъ, Георги Богданъ, Анчо х. Митовъ Ивановъ, Димко х. Ив. Урумовикъ, х. Јованъ А. Весовъ, Арсени Я. и... Ј. Георговъ, Андреа Настевъ, Йованъ К. Крепия, Никола Весовъ, х. Мане Михаилъ, х Димитри Дановъ, х. Андонъ Богданъ, Наумъ Петъръ, Георги Хр. Свякяръ, х. Димитри Наце, Ицко х. Железовъ, Ангеле х. Янаки, Косте П. Трайко, Никола Ата... Ифче Поповъ от Войница. | “ |

Писмо от от 28 май 1863 година
| „ | Ваше Императорско Величество Държавнѣйшiй Тишайшiй и Милостивѣйшiй Царю Султанъ Абдулъ Азизъ Ханъ. Ныие долуподписанны-тѣ Българи покорны и смирены жители на казата Велешка отъ Въсточно Православно-то вѣроисповѣданiе вземаме смѣлостъ и поднасяме настояща-та си най смирѣна жялба. — Понеже отъ толкова време насамъ са намѣрваме въ распря съ Гръцката Патрiярхiя за народо църковнитѣ наши правдини, за която распря Милостиво-то ны Царско Правителство заповѣда да са състави смѣсена - отъ Българи и Гръцы - комисiя, коя-то (да) разгледа и даде единъ удовлетворителенъ конецъ на тъзи распря, и понеже реченна-та Комисiя още не е рышила нищо, молиме най покорно и смирено, щото Милостиво-то ны Ваше Правителство да заповѣда на Гръцкiя Патрикъ да не би да проводи вече свой-тъ виновникъ* въ Града ны, защо-то той като Гръкъ, не е въ състоянiе, поради че не познава языка ны, да наставлява стадото си въ христiенски-тѣ му обязанности и Преданностъ къмъ В.(ашия) М.(илостивъ) Престолъ, но като смѣсената комисiя даде рѣшенiе отъ сега просиме като Българи родомъ Българинъ Владыка. При туй благодариме на Ч.(естното) Правителство дѣто измѣни старата система за събиранiе-то на волята на Владицытѣ, чрез която ставаха много злоупотрѣбленiя и подложи подъ годишны платы Владыцытѣ, но понеже тѣхнытѣ платы са отрѣдены само отъ Гръци, които не сѫ имали предъ очи справедлива мѣрка съразмѣрна съ множеството на жители-тѣ на една коя да е Българска Епрахiя, но сѫ натоварили твръдѣ много Българ:(скитѣ) Епархiи особенно же наша-та спроти оконытѣ Епархiй, щото нито 1/3-та частъ отъ тази плата можиме да платиме поради малочисленностъ-та на жителитѣ на Наша-та Епархiя, за това молиме В.(ашето) Ц.(арско) Пр:(авителство) да заповѣда на смѣсената Комiсия да разгледа тѣзи платы Владышки и да ги нареди съразмѣрно съ множеството на сѣка Епархiя и споредъ желанiе-то на В.(ашето) И.(мператорско) Правителство. — увѣрени при благоутробiе-то на В.(аше) Ц.(арско) В.(еличество) за сполука-та на най-Смиренна-та ни просба, имаме честъ да са наричаме за всегда. – Вашего Импер.(аторскаго) Величества най-смирены и преданны къ Прѣстолу Вашему рабы жители на града Велесъ съ Казаата му. Велесъ. Маiя, 28-го. 1863. год. Икон. попъ Яне, Попъ Стефо, Попъ Димитър Ням... Йордан Ничо, Попъ Яне Т., Попъ Димитъръ, х. п. Андонъ, Х. Арсо... Попъ Спасъ, I-ви кметъ на мах. Бърцорѣкъ; II-ри кметъ на мах. Бърцорѣкъ, III-ти кметъ на мах. Бърцорѣкъ, I-ви кметъ на махала Бояра, II-ри кметъ на махала Бояра, III-ти кметъ на махала Бояра, х. Д. х. М. Драндаръ, М. Кушовiкъ, П. Свакяръ, Зари Ат..., х. Спиро х. М, П. А. Г., Димко х. К., Йанакъ х. Трайко, А. М..., Неде х. Димитри, Коста Т. Кусовъ, Атанасъ х. Цанковъ, х. Василъ х. Стоянъ, Коста Давче Буно, х. Панзо х. Панно, Наунъ Каракашъ, Яне Т. Радевъ (печатъ: не се чете), Наунъ Гоче Митко, Георги Чiткушъ, Петрушъ Карафиловъ, Георги х. Райко, Јованъ Георговъ, Арсо Давиче Латоецъ, Косте Стояновъ, Анастасъ Д. Бога, Георги Н. Бога, Георги..., Димитри Андреа, Петрушъ Стефанъ, Т. К. С., Петрушъ Тане, първи кметъ на с. Богомила, първи кметъ на с. Оморани, първи кметъ на с. Габровникъ, първи кметъ на с. Степаница, първи кметъ на с. Катиново, първи кметъ на с. Орѣше, първи кметъ на с. Теово, първи кметъ на с. Чрешново, първи кметъ на с. Согле, първи кметъ на с. Коница, първи кметъ на с. Витанци, Георги Богданъ, Апостолъ Ко... Яне х. Бошко, х. М х. К, Давче х. Андонъ, Димитри, Йованъ Ки. Кр., Арсени Хр., Йорданъ, Наунъ Пешовъ (1845 въ печата), Петре Бошковъ (863 въ печата). | “ |